# Лінда (ураган, 1997)
Ураган «Лінда» (англ. Hurricane Linda) — другий за силою ураган у східній частині Тихого океану. Утворившись з тропічної хвилі 9 вересня 1997 року, Лінда неухильно посилювалася і досягла статусу урагану протягом 36 годин після розвитку. Шторм швидко посилився , досягши стійких вітрів 185 миль/год (295 км/год) та приблизний центральний тиск 902 мілібар (26,6 дюйма рт. Ст.); обидва були рекордами для східної частини Тихого океану, поки Ураган Патрісія не перевершив їх у 2015 році. 
Будучи майже на піку інтенсивності, ураган Лінда пройшов поблизу острова Сокорро, де пошкодив метеорологічні прилади. Ураган викликав високі хвилі вздовж узбережжя Мексики на південному заході Мексики, змусивши закрити п'ять портів. Якби Лінда досягла суші на півдні Каліфорнії, як передбачалося, це був би найсильніший шторм, що зробив вихід на узбережжя з 1939 року. Хоча ураган не вдарив по штату, але дав невеликі до помірних опади по всьому регіону, спричинивши зсуви ґрунту та повені в пустелі Сан -Горгоніо; два будинки були зруйновані та ще 77 пошкоджено, а збитки склали 3,2 млн. доларів США.

## Метеорологічна історія

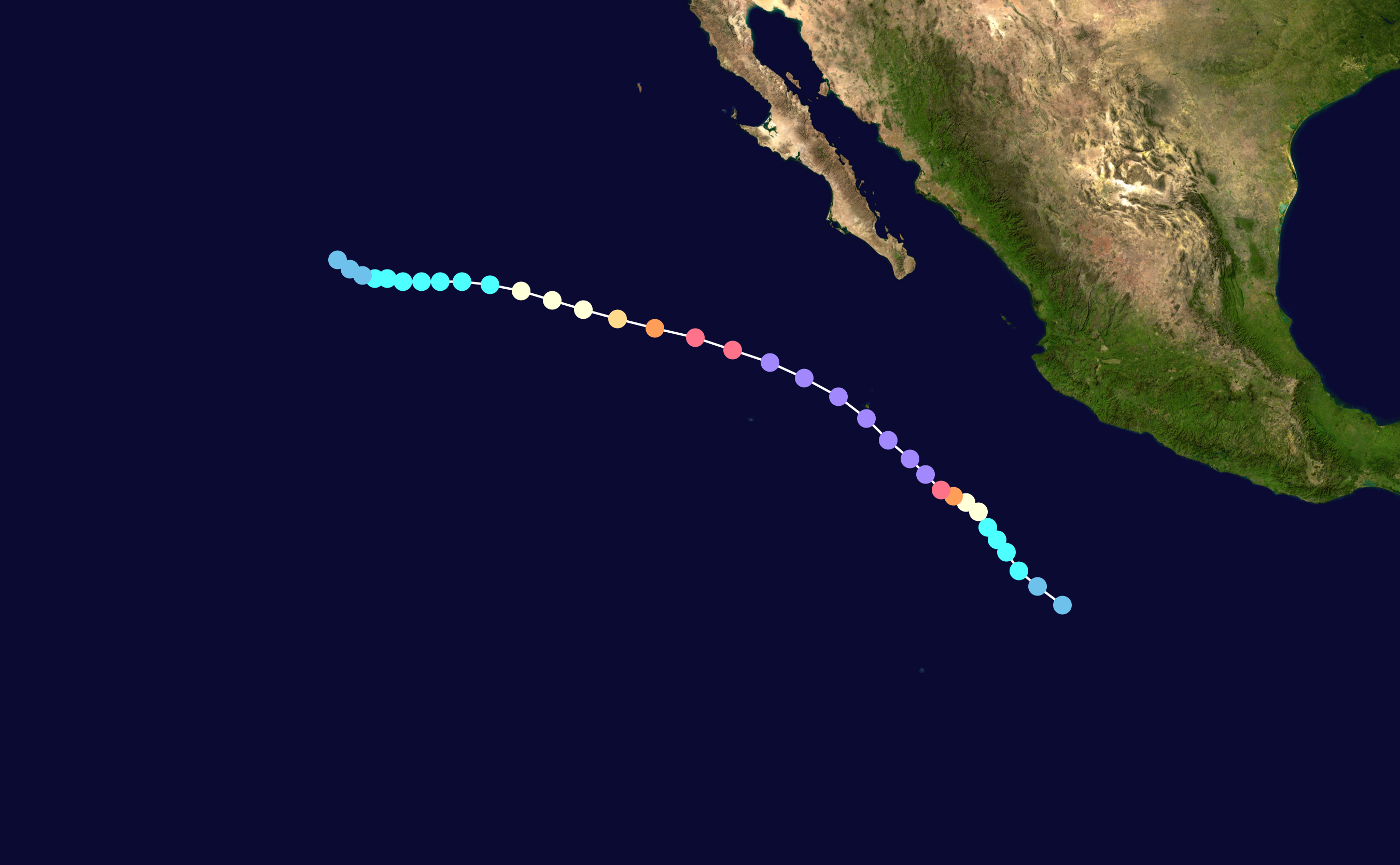
Карта шляху і інтенсивності урагану Лінда за шкалою Саффіра-Сімпсона

Вважається, що витоки урагану Лінда були в тропічній хвилі, яка зрушила з узбережжя Африки 24 серпня. Хвиля рухалась на захід через Атлантичний океан і Карибське море без розвитку. На захід від Панами в Тихому океані 6 вересня розвинулася область конвекції, яка, як вважають, була пов’язана з тропічною хвилею. Система продовжувала рухатися на захід, і протягом трьох днів після входу в басейн утворилася погано визначена циркуляція. Почали розвиватися функції діапазону , і приблизно в 1200  UTC 9 вересня система організувалась у Тропічну депресію чотирнадцять на схід. Тоді це було приблизно в 440 милях (740 км) на південь від мексиканського міста Мансанільо. 
Ставши тропічним циклоном, депресія рухалася на північний захід зі швидкістю 6 і 12 миль на годину (9,7 та 19,3 км/год), частково під впливом мінімуму середнього та верхнього рівня біля південної околиці півострова Нижня Каліфорнія. Особливості глибокої конвекції та смуги зросли, а депресія переросла у тропічну бурю на початку 10 вересня. Після призначення циклон був названий Національним центром ураганів (NHC) Лінда. Оскільки відтік верхнього рівня налагодився, буря почала швидко посилюватися.  До 11 вересня з'явилося переривчасте око , до цього часу NHC оцінило, що Лінда досягла статусу урагану.  Почалася буряшвидко посилюються; його маленьке око стало чітко вираженим і оточене дуже холодною конвекцією. За 24 години мінімальний тиск впав на 81 мілібар (2,4 дюйма рт. Ст.), Або в середньому на 3,38 мілібара (0,100 дюйма рт. Ст.) на годину. Така інтенсифікація відповідала критерію вибухового посилення: середньогодинному зниженню тиску щонайменше на 2,5 мілібара (0,074 дюйма рт. Ст.) decrease of at least 2,5 мілібара (0,074 дюйм рт. ст.).. До початку 12 вересня ураган "Лінда" досяг статусу 5 категорії за шкалою Саффіра-Сімпсона, і близько 0600 UTC, Лінда досягла розрахункових пікових вітрів на швидкості 295 км/год приблизно на 145 милях (235 км) на південний схід від Сокорро Острів. Його максимальні стійкі вітри були оцінені між 180 миль/год (285 км/год) та 195 миль/год (315 км/год), виходячи з Т-показників Дворжака 7,5 та 8,0 відповідно, і пориви оцінювалися в 220 миль/год (350 км/год) name="tcr"/> and gusts were estimated to have reached 220 mph (350 km/h).. Тиск урагану оцінюється в 902 мілібарів (26,6 дюйма рт. Ст.), Що робить Лінду найінтенсивнішим тихоокеанським ураганом на той час. Коли буря була активною, її тиск, за оцінками, був дещо нижчим - 900 мілібар (27 дюймів рт. Ст.).

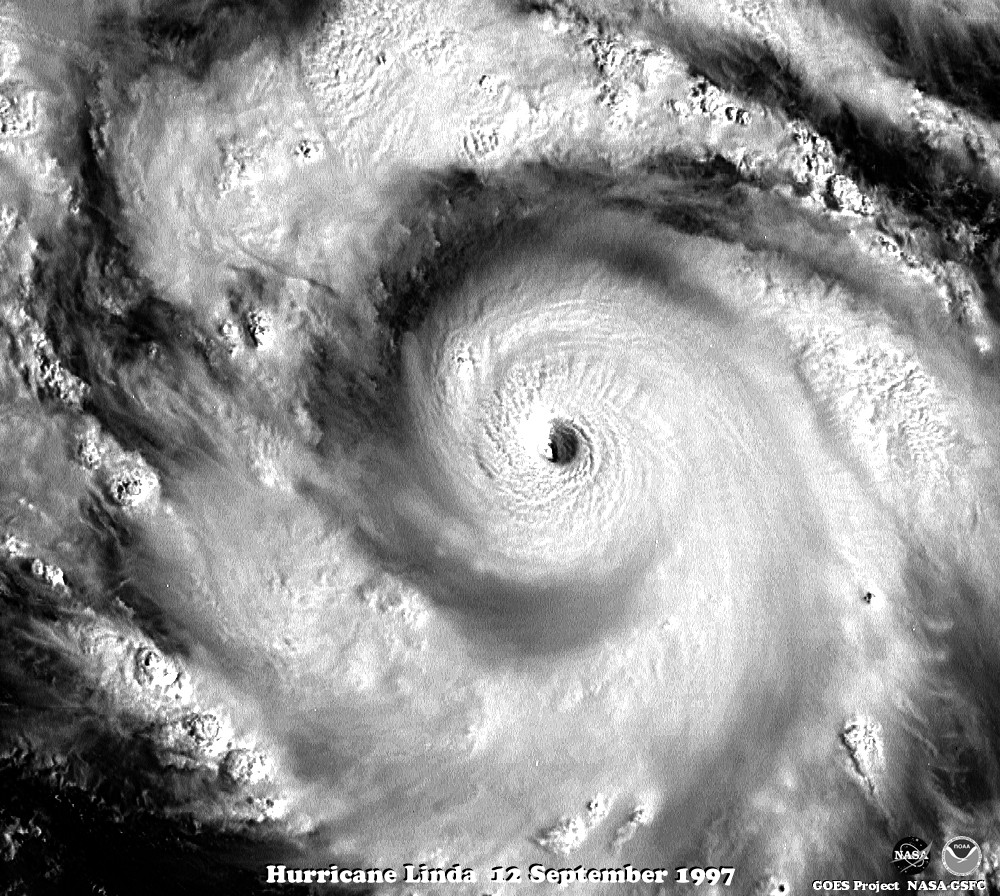
Видиме супутникове зображення ока урагана Лінда майже пікової інтенсивності

Незабаром після досягнення пікової інтенсивності ураган Лінда пройшов поблизу острова Сокорро як ураган 5 категорії.  Приблизно в той же час, тропічні моделі прогнозу циклонів припустили , що ураган буде повертатися до південної Каліфорнії. Якби Лінда вразила штат, на той час воно було б значно слабшим, можливо, перемістилося б на берег як тропічний шторм. Натомість ураган Лінда повернув на північний захід від суші у відповідь на хребет на північ від урагану.  Незважаючи на те, що залишався подалі від суші, волога від шторму потрапила на південь Каліфорнії, щоб викликати опади. 14 вересня мисливці за ураганами та літаки з Національної адміністрації океану та атмосфери досліджували ураган, щоб надати кращі дані про потужний ураган. Ураган "Лінда" швидко послаб, коли він прослідкував у бік прохолодніших вод, ослабши до стану тропічних штормів 15 вересня. Через два дні, коли він знаходився приблизно в 1 178 милях (1778 км) на захід від південної околиці півострова Нижня Каліфорнія, він ослаб до стан тропічної депресії. Лінда більше не відповідала критеріям тропічного циклону до 18 вересня, хоча її залишковий обіг зберігався ще кілька днів, перш ніж розсіятися. 
Синоптики та комп’ютерні моделі не передбачали, як швидко Лінда зміцниться; в одній рекомендації, NHC не прогнозувала, наскільки сильними будуть вітри за 72 години на 115 миль на годину (185 км/год). Максимальний потенціал інтенсивності для Linda було 880 міллібар (26). На сезон 1997 року вплинула подія Ель-Ніньйо 1997–1998 рр., яка принесла тепліші за нормальні температури води та сприяла високій інтенсивності кількох штормів. Ураган Лінда стався приблизно через місяць після такого ж потужного урагану Гільєрмо, який також отримав статус 5 категорії. Прохід Лінди охолодив води в регіоні, внаслідок чого ураган Нора ослаб, коли пройшов через цей район 21 вересня.

## Підготовка та наслідки

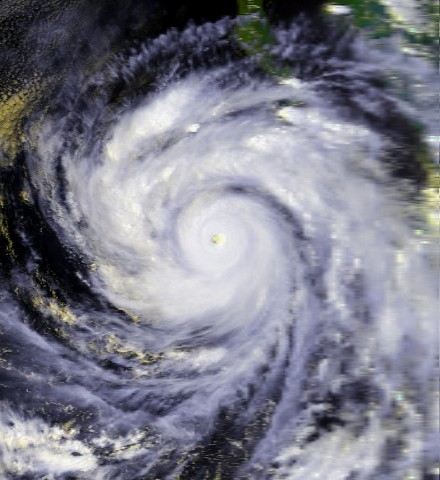
Ураган Лінда поблизу острова Сокорро 12 вересня

Незважаючи на те, що око урагану Лінда не потрапило на сушу, ураган пройшов поблизу острова Сокорро, перебуваючи поблизу пікової інтенсивності. Станція на острові зафіксувала тиск у 986 мілібар (29,1 дюйма рт. Ст.), Перш ніж припинила видавати дані. Жодних попереджень  про тропічний циклон для урагану не надходило. Однак загроза припливів і сильних вітрів у Мексиці змусила чиновників оголосити попередження про повені на узбережжі та закрити п’ять портів. Хвилі до 7,8 футів (2,4 м) відзначалися вздовж берегової лінії, що призвело до затопленнь в штатах в Мічоакан, Халіско , Наярит і Сіналоа.
.

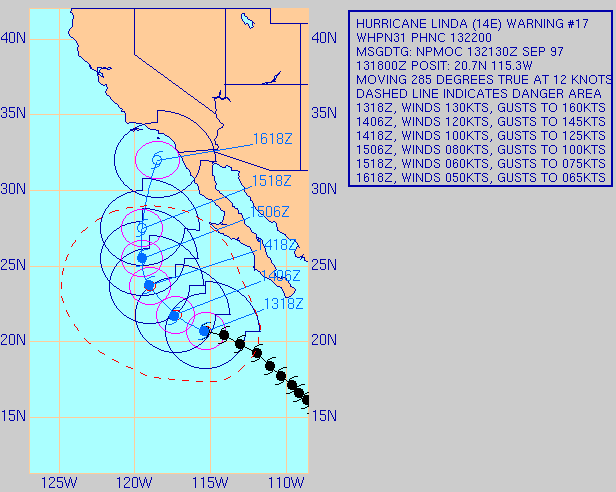
Прогнозований трек Лінди на 13 вересня, що показує трек у напрямку Південної Каліфорнії

Коли передбачалося, що Лінда повернеться на північний схід, передбачалося що вийде на берег у Південній Каліфорнії у вигляді слабкої тропічної бурі, що зробило б Лінду першою, яка зробила це після тропічної бурі 1939 року. Офіс Національної метеорологічної служби штату Окснард опублікував публічну інформацію та спеціальні погодні заяви, які обговорювали можливий вплив Лінди на південь Каліфорнії. У порадах згадувалося про прогнозування невизначеності, а також повідомлялося ЗМІ не перебільшувати бурю. Офіс зауважив загрозу значних опадів, що можливо спричинило повені, а також високий приплив. Щоб підготуватися до можливої повені, працівники очистили зливові стоки та підготували мішки з піском для прибережних територій.
Хоча шторм не зробив повороту, хвилі 15 і 18 футів (4,6 і 5,5 м) досягли південної Каліфорнії. У Ньюпорт-Біч хвиля викинула п’ятьох людей з причалу і винесла їх на 900 футів (270 м) в море, хоча всіх було врятовано на човні, що проходив повз.  Волога від урагану перемістилася по всій території штату, викликаючи сильні опади та град розміром в м'яч для гольфу. Станція у Форест-Фоллз, що знаходиться в пустелі Сан-Горгоніо , зафіксувала кількість опадів 2,5 дюйма (64 мм) на годину. Опади спричинили сильні повені та зливи, які зруйнували два будинки, пошкодили 77 інших та завдали збитків у розмірі 3,2 млн доларів (1997  доларів США ). У Сан -Дієго було зафіксовано 0,05 дюйма (1,3 мм) дощу, перші вимірювані опади за 164 дні; це встановило рекорд за найдовшу тривалість без опадів на станції, раніше встановлений у 1915 та 1924 роках. Волога з Лінди поширювалася на Верхній Середній Захід, сприяючи рекордній щоденній кількості опадів у 50 мм у Міннеаполісі , штат Міннесота. 

## Рекорд
За прогнозованим мінімальним центральним тиском 902 мілібарів (26,6 дюйма рт. Ст.), Ураган «Лінда» став найсильнішим тихоокеанським ураганом з тих пір, як у сезоні 1966 року почалися надійні записи.  До урагану Патрісія 2015 року Лінда також вважалася найсильнішою з тих пір, як загальні записи почалися в басейні в 1949 р. Попереднім найбільш інтенсивним ураганом був ураган Ава в 1973 р., Підтверджений мінімальний тиск 915 мілібарів (27,0 дюйма рт. ст.). Оскільки жодне спостереження не фіксувало тиск під час піку Лінди, його пікова інтенсивність була оцінена. Таким чином, Ава залишався найсильнішим ураганом прямого вимірювання в басейні на той час.